# Jordi López Delgado
Jordi César López Delgado (Alicante, 27 de marzo de 1992), conocido como Jordi López, es un futbolista español. Juega como defensa para el Nea Salamina Famagusta de la Primera División de Chipre.

## Trayectoria
Formado en las categorías inferiores del Montemar, también pasó por las escuelas del Alicante CF, el Hércules CF y el Real Madrid CF. Más tarde, López firmó por el filial del Real Valladolid y posteriormente regresó al Hércules CF para jugar en su segundo equipo de Tercera División.
Durante la temporada 2012-13, además de formar parte del filial, el lateral zurdo disputó cinco partidos con el primer equipo dirigido por Quique Hernández.
El 2 de diciembre de 2012 jugó su primer partido en Segunda División, frente a la SD Huesca (45 minutos, 1–1 empate, proporcionando la asistencia para el empate tardío de Javier Portillo).
Jordi César compitió en la Segunda División B en los años siguientes, con el Atlético Levante UD, Cultural y Deportiva Leonesa, Ontinyent Club de Futbol, CF Gavà y AD Unión Adarve. 
Durante la temporada 2017-2018 tuvo un paso por Suiza en las filas del FC Winterthur.
En julio de 2019, firma con el Nea Salamina Famagusta de la Primera División de Chipre, firmando un contrato por varias temporadas.

## Clubes
| Club                              | País              | Año             |
| --------------------------------- | ----------------- | --------------- |
| Real Valladolid B                 | Bandera de España | 2011-2012       |
| Hércules Club de Fútbol "B"       | Bandera de España | 2012-2013       |
| Hércules Club de Fútbol           | Bandera de España | 2013            |
| Levante Unión Deportiva "B"       | Bandera de España | 2013-2015       |
| Cultural Leonesa                  | Bandera de España | 2015-2016       |
| Ontinyent Club de Futbol          | Bandera de España | 2016            |
| Club de Futbol Gavà               | Bandera de España | 2016-2017       |
| FC Winterthur                     | Bandera de Suiza  | 2017-2018       |
| Agrupación Deportiva Unión Adarve | Bandera de España | 2018-2019       |
| Nea Salamina Famagusta            | Bandera de Chipre | 2019-Actualidad |